# 长梗崖豆藤
长梗崖豆藤（学名：Millettia longipedunculata）为豆科崖豆藤属的植物，是中国的特有植物。分布在中国大陆的广西、云南、贵州等地，生长于海拔1,400米的地区，见于山坡及谷地茂密的常绿阔叶林中，目前尚未由人工引种栽培。